# Fiction televisiva
Uno sceneggiato televisivo è un programma televisivo che narra eventi di fantasia. È indicato anche con le definizioni alternative di teleromanzo o anche fiction televisiva oppure telefilm.
Il termine "fiction", derivato dal latino "fingere" e generalmente usato per indicare qualsiasi opera narrativa frutto di fantasia, è un anglicismo accolto dalla lingua italiana negli anni '80 del Novecento e diffusosi nei decenni seguenti grazie (ma non solo) al successo delle soap opera importate dagli Stati Uniti. Fino ad allora produzioni simili venivano chiamate teleromanzi o sceneggiati televisivi. Per un lungo periodo, dall'inizio delle trasmissioni Rai e fino alla fine degli anni sessanta, spesso venivano create e sviluppate in modo da avere anche la funzione di elevare il grado d'istruzione dei telespettatori, costituendo una sorta di incrocio tra il teatro e una specie di scuola nazionale.
Contrapposta al macro-genere della non-fiction, la fiction televisiva si suddivide in tre principali categorie con strutture narrative, durate e collocazione nei palinsesti differenti: film TV, serie TV e serial TV.

## Storia
La fiction televisiva nasce non molto tempo dopo l'avvio delle prime trasmissioni TV alla fine degli anni trenta e si diffonde al termine della seconda guerra mondiale, tra la fine degli anni '40 e i primi anni '50. La prima forma di fiction era il teledramma o sceneggiato (in inglese live anthology drama, single play, teleplay o teledrama), che consisteva in una rappresentazione di derivazione teatrale trasmessa in diretta. Inizialmente si trattava prevalentemente di adattamenti di spettacoli di Broadway, testi teatrali classici o romanzi, ma presto iniziarono a prendere piede anche produzioni originali; tra i contenitori che li trasmettevano Kraft Television Theatre, Goodyear Television Playhouse e Studio One. Anche per una questione di necessità, caratterizzati da set ristretti e copioni che si affidavano alla bravura degli attori presi in prestito dal teatro, si contrapponevano alle spettacolarizzazioni dei film di Hollywood costituendo quindi una sorta di rivincita della cultura teatrale, anche se la trasmissione in diretta restava uno dei punti di maggiore attrattiva.
La diretta, non legata a esigenze tecnologiche, determinava un ritmo lento, con i tipici tempi teatrali: per permettere i cambi scena, la telecamera indugiava su inquadrature fisse in cui l'azione era assente o irrilevante. Le ambientazioni si trovavano sempre all'interno degli studi televisivi perché le telecamere necessitavano di un'illuminazione della scena molto curata: negli esterni fornivano ancora scarse prestazioni. Ciò comportava anche un'impostazione interpretativa e recitativa profondamente diversa rispetto alla fiction più moderna. Date le lunghissime sequenze prive di interruzioni, gli attori, infatti, dovevano possedere necessariamente solide esperienze e tecniche teatrali. Pertanto molti sceneggiati di quell'epoca, rivisti oggi, se da un lato appaiono per l'appunto dilatati in ritmi molto lenti, dall'altro rivelano spesso nelle performance degli attori, anche non protagonisti, un livello interpretativo molto elevato e raffinato.
Dalla seconda metà degli anni '50 la trasmissione in diretta fu pian piano abbandonata: registrare su pellicola era meno difficoltoso e offriva nuove opportunità di guadagno con le ri-distribuzioni nazionali e internazionali. Dai teledrammi si passò quindi a una serie televisiva che, pur mantenendo una struttura a episodi, si affidava ad ambientazioni e protagonisti fissi, con lo scopo di creare più episodi possibile per riempire i palinsesti, la cui produzione non era più gestita direttamente dalle emittenti ma delegata alle case di produzione cinematografiche. Uno dei maggiori successi di questo periodo è I Love Lucy. Agli inizi degli anni '60, con l'aumentare dei costi di produzione, diminuì il tipico numero di episodi prodotti all'anno per una stessa serie, passando da una trentina-quarantina ai 22-24 per stagione, standard mantenuto nei decenni successivi. A questo periodo risale anche la nascita della "stagione televisiva" così come intesa anche in senso moderno, che ricalca la durata dell'anno scolastico che va da settembre a maggio, lasciando i mesi estivi, quando il pubblico medio davanti ai teleschermi diminuisce, alle repliche o a programmi più a basso costo.
Per quanto riguarda i serial, dagli anni '50 entrarono a fare parte della programmazione televisiva diverse soap opera già trasmesse via radio, tra cui la longeva Sentieri. Si trattava di un genere tuttavia secondario, relegato alla fascia del day time, anche se a partire dagli anni '60 iniziò ad avere popolarità nel Regno Unito e alla fine degli anni '70 trovò gloria in prima serata anche negli Stati Uniti con il successo internazionale di Dallas. Dagli anni '80 le potenzialità del racconto "seriale" iniziarono ad essere sfruttate anche per le serie TV del prime time, e le storyline che si sviluppavano su più episodi o stagioni divennero sempre più frequenti.
La fiction seriale, la cui diffusione è riconducibile al feuilleton ottocentesco, prima della televisione era già ampiamente utilizzata nel mondo letterario, al cinema e alla radio. Secondo alcuni osservatori, i motivi del successo si possono ricondurre al grado di rassicurazione che offre allo spettatore: se una puntata è apprezzata, è probabile che si apprezzi anche la successiva, mentre un film spesso è una sorta di scommessa. La ripetizione diventa quindi un elemento di fidelizzazione, mentre nel caso dei serial subentra la curiosità nel seguire l'evolversi della trama; altro punto forte è la capacità di immedesimarsi in certi personaggi e ambienti o l'istaurarsi di un vero e proprio legame affettivo con il protagonista preferito.

## Tipologia
Le fiction televisive si suddividono principalmente in serial, serie e film TV.

### Serial televisivo
Il serial televisivo è una fiction suddivisa in numerose puntate caratterizzate da una narrazione che rimane aperta (senza conclusione) fino alla fine della fiction stessa; nello stile di ripresa primeggiano primi piani e dialoghi ad effetto.
Sono sotto-categorie del serial le telenovele, contraddistinte da un arco narrativo chiuso sviluppato in un numero di puntate solitamente predeterminato, e le soap opera, in cui l'arco narrativo è sempre aperto e il numero di puntate è potenzialmente infinito (ad esempio Beautiful). Altre differenze sono individuabili nelle modalità di programmazione o nelle ambientazioni (le soap opera sono spesso ambientate nel mondo dell'alta borghesia, mentre le telenovele prediligono scenari più popolari o "coloniali").

### Serie televisiva
La serie televisiva (o serie TV) è un'opera composta da episodi, ovvero segmenti narrativi con trame per lo più chiuse, personaggi solitamente fissi e set ricorrenti.
Se le prime serie TV degli anni '50 e '60 avevano una struttura narrativa esclusivamente episodica, cioè con trame diverse per ogni puntata, nel tempo, in particolare dagli anni '80, si è assistito a una transizione verso opere che sempre più spesso presentavano anche una trama "orizzontale", la quale coinvolgeva i protagonisti nell'arco di più episodi, includendo quindi elementi tipici dei serial. Alcuni commentatori pertanto parlano di "serie episodiche classiche" o di "serie classiche" per distinguere la forma originaria (con episodi autonomi) da quella più recente (con una più o meno marcata trama orizzontale). Milly Buonanno chiama le opere di quest'ultimo tipo "serie serializzate" per sottolineare la commistione di generi. Quando una serie presenta episodi (o, per estensione, stagioni) che in comune non hanno neanche personaggi e ambientazioni, si parla invece di serie antologiche.
Sono esempi di "serie episodiche classiche" Perry Mason, Magnum, P.I., MacGyver, Charlie's Angels, Colombo, La signora in giallo, M*A*S*H, I Robinson, Vita da strega, La famiglia Bradford, Star Trek, Starsky & Hutch. I tratti essenziali dei personaggi sono stabiliti nel primo episodio e rimangono sostanzialmente inalterati per tutta la durata della serie. Nelle serie serializzate, come nei serial, i caratteri invece cambiano nel tempo. Un esempio di affiancamento di una trama verticale (ovvero una "narrazione episodica" auto-conclusiva) ad una trama orizzontale (ovvero una "narrazione seriale" sviluppata su più episodi) è Dr. House - Medical Division, in cui la trama verticale, interna al singolo episodio, corrisponde al caso clinico da risolvere, mentre quella orizzontale riguarda l'evolversi delle relazioni tra i personaggi. Non mancano serie in cui la trama verticale è assente o quasi; si distinguono comunque dai serial anche per le modalità di programmazione e le tematiche affrontate; un esempio è Lost, la cui trama si sviluppa ininterrottamente per sei stagioni, episodio dopo episodio.
In Italia alcune fonti parlano anche di "serie all'italiana" per evidenziare le opere prodotte durante la transizione dagli sceneggiati alle serie televisive più moderne di stampo statunitense; avevano generalmente un protagonista unico e le storie si esaurivano in 6-8 puntate di circa 90 minuti.
Riguardo ai generi, una macro-suddivisione distingue le commedie, in particolare le sitcom, caratterizzate da episodi che durano circa 25 minuti e contesti narrativi generalmente comuni (un luogo di lavoro, di studio o un ambiente domestico), oltre che dalla comicità e velocità dei dialoghi, dalle serie a sfondo drammatico, con episodi di circa 50 minuti, ricadenti in generi di derivazione cinematografica (polizieschi, thriller, western e quant'altro).

### Miniserie televisiva
Una miniserie TV è una fiction televisiva che racconta una storia in un numero limitato di episodi, come ad esempio It, La regina degli scacchi e The Undoing - Le verità non dette.
La distinzione tra miniserie TV e serie TV non dipende esclusivamente dal dato spurio del numero di episodi, ma dipende anche dalle caratteristiche della trama. Ad esempio, Il capo dei capi è una fiction di sei puntate e viene classificata come miniserie TV poiché le puntate sono considerate come segmenti di una trama unica; Le due facce dell'amore è anch'essa una fiction di sei puntate, ma viene invece classificata come serie TV, poiché i sei episodi hanno alcune proprie sottotrame specifiche.
Le miniserie TV hanno una struttura narrativa autoconclusiva, e, contrariamente alla serie televisive, non sono rinnovabili per una seconda stagione. Tuttavia, in alcuni casi, possono essere realizzati dei sequel: ad esempio Giorni da Leone 2, sequel di Giorni da Leone; oppure Zodiaco - Il libro perduto, sequel di Zodiaco. Le miniserie televisive possono anche essere il sequel di serie televisive particolarmente celebri, come ad esempio Una mamma per amica - Di nuovo insieme, sequel di Una mamma per amica.

### Film per la televisione
Il film per la televisione (o film TV) è un film pensato per la distribuzione televisiva, generalmente dalla durata minore rispetto a una tipica opera cinematografica. Può essere anche parte di una serie, mantenendo almeno un elemento in comune tra un'opera e l'altra (ad esempio stesso protagonista o stessa ambientazione), purché abbia una trama prevalentemente auto-conclusiva.

### Ulteriori tipi e classificazioni
Le webserie, o mini-fiction, sono pensate esclusivamente per la diffusione via internet e composte di solito da episodi brevi (fino a 10-15 minuti).
Riguardo allo sviluppo dell'arco narrativo delle fiction alcuni studiosi come Milly Buonanno hanno proposto anche una distinzione tra opere non seriali, cioè non suddivisi in segmenti (i film TV), opere a serialità debole, con un numero di puntate limitato (è il caso delle miniserie e talvolta di serie, tra cui quelle antologiche), e opere a serialità forte, con un'elevata frammentazione narrativa (è il caso dei serial e spesso delle serie TV).
Riguardo all'impiego dell'animazione, si distingue invece tra fiction animate (cartoni occidentali e anime) e opere live action. Altre classificazioni sono basate sull'origine geografica: oltre alle telenovele e alle soap opera, associate rispettivamente all'America Latina e agli Stati Uniti anche se poi esportate in altri paesi, tra le produzioni orientali si annoverano ad esempio il dorama giapponese, il drama cinese, il drama coreano, il drama taiwanese, ecc.

### Quality series
A partire dal nuovo millennio, la fiction televisiva è stata investita da una rivoluzione che ne ha cambiato completamente le dinamiche di produzione, fruizione e apprezzamento. Già nel 1996 Robert J. Thompson aveva anticipato con il suo Television’s second Golden Age i risultati straordinari della mutazione (all’epoca solo avviata) prevedendo la nascita di un nuovo genere di linguaggio artistico seriale: le quality series. Per comprendere perché le quality series sono da ritenere un tipo a sé stante di narrazione seriale televisiva, si devono considerare due principali fenomeni:
- il contesto industriale e le innovative dinamiche di fruizione che ne hanno permesso la nascita — il nuovo medium definito Complex Tv;
- la rivalutazione culturale e artistica della televisione e la conseguente nuova produzione — il fenomeno della Quality Tv.

Le quality series attraggono i professionisti del settore cinematografico e appassionano sia il pubblico popolare che quello più esigente, ereditando dal romanzo «il ruolo egemone di testimone dello spirito dei tempi», e impongono una ridiscussione riguardo al paradosso serialità–arte tra gli intellettuali contemporanei. Alessandro Baricco in The Game, testo in cui si propone di mappare la rivoluzione digitale, dice delle nuove serie televisive che «Il loro accecante successo planetario non si spiega se non ricorrendo al codice genetico dell’insurrezione digitale, di cui le serie sono la più riuscita espressione artistica». Le quality series si possono definire un nuovo genere di narrazione seriale, laddove con “genere” si intende una categoria di prodotti a sé stanti e riconoscibili per dinamiche industriali e caratteristiche testuali. Nelle dinamiche tecnologiche, di fruizione e di apprezzamento, spiegate con i fenomeni di Complex Tv e Quality Tv, si possono individuare le peculiarità del genere quality series dal punto di vista critico e industriale, che Grasso e Penati sintetizzano nel testo La nuova fabbrica dei sogni:
- elevati valori produttivi;
- temi in grado di inserirsi con rilevanza nelle grandi questioni etiche e spirituali dell’era contemporanea;
- grande favore del pubblico, «popolare e mainstream insieme all’élite più colta e raffinata, gli opinion leader»;
- capacità di sviluppare fenomeni di fandom;
- coinvolgimento di personalità letterarie e cinematografiche nel ruolo di attori, sceneggiatori e registi.

Completano il quadro gli aspetti testuali: le quality series fondono il linguaggio seriale televisivo con strumenti propri del linguaggio cinematografico (ad es. l’arco di trasformazione del personaggio), presentano una forte ibridazione di generi narrativi e ridisegnano i confini dei generi narratologici. Le quality series non si differenziano quindi per le tematiche affrontate o il genere narrativo a cui aderiscono, ma sono piuttosto da catalogare testualmente in base all'adozione delle teorie e tecniche della sceneggiatura e della regia tipiche del cinema, i cui influssi si riscontrano in tutti i reparti di produzione: prestazioni attoriali, scenografie, costumi, effetti speciali, montaggio, effetti e colonna sonora.

## Generi narrativi
I generi sono per lo più equivalenti a quelli cinematografici, anche se non mancano categorie più tipiche del medium televisivo. In particolare, nei paesi anglosassoni le fiction vengono suddivise in due macro-categorie: le comedy, di cui la sitcom è il formato più popolare, e i drama, a sfondo più drammatico che si articolano in svariate sotto-categorie.
Tra i sottogeneri, riscontrabili sia tra le opere drammatiche sia tra quelle improntate alla commedia, si possono evidenziare quelle di genere familiare (in inglese chiamate family drama) o adolescenziale (teen drama), quelle ambientate in epoche passate (in costume, in inglese costume drama o period drama), incentrate su eventi storici reali (di genere storico), a sfondo giallo, medico o politico.
È molto popolare il poliziesco, in particolare nella forma procedurale, con un caso diverso da risolvere per ogni episodio. Altri generi principali sono l'azione, l'avventura, il giallo, il thriller, la fantascienza, il fantasy, l'horror, il religioso e il western.

### Commedie e sitcom
Le commedie mirano a divertire lo spettatore, narrando eventi di carattere leggero o anche seri ma in chiave ironica o satirica. Sono comuni tratti distintivi una struttura narrativa in quattro atti, la ripetizione, dialoghi arguti, l'auto-riflessività e l'iperbole. Possono assumere varie forme e declinazioni (parodia, satira, commedia nera...), fondersi con il genere drammatico (commedia drammatica), o legarsi ad altri sottogeneri, come il fantascientifico (commedia fantascientifica), l'azione (commedia d'azione) o il sentimentale (commedia romantica).
La sitcom, abbreviazione di situation comedy (commedia di situazione), è la forma di commedia televisiva più diffusa, contraddistinta da episodi auto-conclusivi della durata media di 18-25 minuti, dialoghi veloci, situazioni spesso poco realistiche e ambientazioni comuni e ristrette. Spesso includono risate registrate che accompagnano i momenti più divertenti e a volte sono filmate alla presenza di un pubblico.
In base alla location predominante, in inglese si fa la distinzione tra la domestic comedy (commedia domestica), ambientata in contesti domestici in cui prevalgono atmosfere calde e accoglienti, forti legami famigliari e storie con una morale volte a far immedesimare lo spettatore, e la workplace comedy (commedia professionale o lavorativa), ambientata in luoghi di lavoro e solitamente caratterizzata da personaggi più improntati all'azione, con trame che a volte sfruttano la tensione che nasce tra colleghi con caratteri e origini diversi; quest'ultima è più flessibile per i produttori, in quanto dà più opportunità di aggiungere o cambiare, anche solo temporaneamente, membri del cast o modificare i set.
In inglese si parla anche di sophisticated comedy (commedia sofisticata) quando la fiction è incentrata sui temi dell'alta società.

### Fiction drammatiche
Il genere drammatico prevede trame con risvolti tragici, o comunque più "seri" o a più alta intensità emotiva di una commedia, anche se può contenere elementi comici di alleggerimento. I personaggi sono complessi e ben sviluppati, i set sono generalmente più vasti e curati rispetto a una sitcom. La durata tipica degli episodi è di 45-50 minuti.
Quando una fiction presenta aspetti caratteristici sia del drama che della commedia allo stesso tempo, è chiamata commedia drammatica; uno degli esempi più rappresentativi di dramedy televisiva, genere tradizionalmente considerato dai critici più elevato e raffinato, è la serie Moonlighting, nel 1985 nominata contemporaneamente come best drama e best comedy ai Directors Guild of America Awards.

### Altri generi e sottogeneri

#### Fiction adolescenziali
Il termine "fiction adolescenziale" identifica opere con protagonisti adolescenti, il cui universo narrativo affronta almeno alcuni dei temi tipici legati all'adolescenza. Sono stereotipi ricorrenti i secchioni contrapposti ai bulli, i ragazzi popolari, attraenti e superficiali contrapposti ai solitari o emarginati, mentre le linee narrative solitamente escludono o mettono nettamente in secondo piano gli adulti; sono infatti spesso gli adolescenti ad affrontare da soli i "problemi da adulti", mentre i grandi sono presentati come più ingenui e non capaci di analizzare a fondo le situazioni come i giovani. Prima che in televisione, tali caratteristiche si erano già delineate al cinema a partire dagli anni '50 grazie a opere come Gioventù bruciata e, più tardi, Breakfast Club. Le trame possono ricadere in qualsiasi genere, compreso il melodrammatico o il fantasy; si possono distinguere le commedie e le sitcom adolescenziali (in inglese teen sitcom) dai drammi adolescenziali (teen drama).
Il genere ha trovato popolarità negli anni '90 con Beverly Hills 90210, uno dei primi teen drama di successo, cui sono seguite popolari serie come My So-Called Life, Buffy l'ammazzavampiri, Veronica Mars, The O.C., Dawson's Creek, One Tree Hill, Glee, Pretty Little Liars, Gossip girl, Riverdale e la spagnola Élite. In Europa Hollyoaks è considerata la prima fiction adolescenziale britannica di successo.. Alcune serie teen giocano con i luoghi comuni o li ribaltano: la bella ragazza bionda, solitamente vittima nelle opere horror, in Buffy è invece la protagonista che salva il mondo, mentre in Veronica Mars è una detective di successo. Sempre importante è la colonna sonora, con temi e generi musicali ben definiti associati a ogni protagonista.

#### Fiction d'azione e d'avventura
Nella fiction d'azione i protagonisti affrontano una serie di sfide, tipicamente in scenari di violenza, con lotte fisiche e inseguimenti frenetici. Generalmente i personaggi con sono particolarmente complessi, ed è facile distinguere i "buoni" e i "cattivi". Molto spesso sono d'azione le fiction poliziesche, specialmente quando danno risalto alle scene di violenza, pratica molto comune nella televisione statunitense degli anni '60; tra le fiction più violenti dell'epoca spicca Gli intoccabili. Nei decenni successivi, anche a causa delle numerose critiche rivolte all'eccesso di scene violente, l'intensità delle scene d'azione iniziò a diminuire, con la ricerca di nuovi espedienti per catturare l'interesse degli spettatori: alcune fiction iniziarono a introdurre personaggi più sfaccettati, altre sfruttavano il loro aspetto fisico senza preoccuparsi di risultare sessiste (Magnum, P.I. e Charlie's Angels), altre ancora puntavano sulla commedia (The Dukes of Hazzard) o su ambientazioni fantascientifiche (Battlestar Galactica). Tra gli esempi più moderni di fiction d'azione MacGyver, Renegade, 24, Nikita e Chuck.
Sono generi correlati quello bellico, specialmente quando si pone più attenzione alle battaglie rispetto ai retroscena politici, il western e l'avventura.
Le fiction d'avventura generalmente vedono i protagonisti abbandonare la loro vita ordinaria per intraprendere un viaggio alla ricerca di qualcosa, non necessariamente materiale. I personaggi vivono quindi anche situazioni di pericolo, ma tipicamente è mantenuta più enfasi sulla loro storia e sul raggiungimento degli obiettivi che sull'emotività delle singole situazioni affrontate. Altre volte invece il genere si fonde maggiormente con quello d'azione. La storia narrata può rappresentare un'unica avventura o suddividersi, oppure includere una serie di mini-avventure.

#### Fiction in costume e storiche
La fiction in costume (period drama) è il genere in cui ricadono le opere ambientate in un passato più o meno lontano, le cui scenografie e costumi rispecchiano più o meno accuratamente relativi luoghi e abiti tipici. Tra le più note rientrano Io Claudio imperatore, The Way We Live Now, Downton Abbey, Orgoglio e pregiudizio, Su e giù per le scale, Deadwood, When the Boat Comes In, Ritorno a Brideshead, Il Trono di Spade,  Boardwalk Empire, Vikings, Le ragazze del centralino, Peaky Blinders e Mad Men.
Un suo sottogenere è il western, mentre affine è anche il genere storico, in cui ricadono opere la cui trama racconta o comunque dà un certo peso ad eventi storici realmente accaduti.
Il western era un tipo di fiction molto popolare nei primi decenni della televisione statunitense. Se nei primi anni si rivolgeva prevalentemente a un pubblico di ragazzi (tra i primi popolari western televisivi si ricordano The Gene Autry Show, The Roy Rogers Show, Cisco Kid, The Lone Ranger e Hopalong Cassidy), negli anni cinquanta i western invasero la prima serata statunitense, con serie rivolte a un pubblico più adulto in cui violente sparatorie erano molto frequenti: tra le tante nascono Gunsmoke, Frontier, Cheyenne, Le leggendarie imprese di Wyatt Earp e Tales of Wells Fargo. Tra la fine degli anni cinquanta e gli anni sessanta, a seguito delle diffuse critiche alla troppa violenza mostrata in TV, l'azione viene ridotta lasciando più spazio a trame romantiche, melodrammatiche e di genere familiare. In questo periodo debuttano The Deputy, Carovane verso il West, Maverick, La grande vallata, Ai confini dell'Arizona e la longeva Bonanza. Negli anni settanta e ottanta il genere diventa sempre meno popolare; nel 1989 Colomba solitaria con protagonisti Robert Duvall e Tommy Lee Jones è una delle ultime a registrare un particolare successo.

#### Fiction familiari
La fiction familiare è una fiction incentrata sulle dinamiche e sui rapporti interpersonali tipici di una famiglia. A seconda del macro-genere di riferimento si può parlare di dramma, commedia o sitcom familiare (in inglese rispettivamente family drama, family comedy o family sitcom), ma anche di commedia drammatica familiare.
Complice il periodo di espansione demografica ed economica in cui fu introdotta, la televisione era stata concepita sin dalle origini come un mezzo per le masse e quindi per le famiglie, di conseguenza la fiction a tema familiare si è affermata immediatamente come uno dei generi più popolari tra le prime fiction televisive, in particolare tra le commedie. Il modello tipico di famiglia rappresentato negli Stati Uniti inizialmente era più idealistico che realistico, ricalcando molti aspetti del tipico sogno americano e basandosi su visioni nostalgiche dei rapporti tra consanguinei e vicini di casa. Non c'era spazio per le minoranze etniche e la censura impediva di allargare le tematiche trattate a quelle che erano le reali problematiche sociali; all'inizio degli anni sessanta le tipiche sitcom in onda rappresentavano famiglie idealizzate dei sobborghi (The Donna Reed Show, Ci pensa Beaver e Father Knows Best sono alcuni esempi), iniziando ad includere elementi più realistici solo durante la seconda metà del decennio, quando complice l'esplosione dei divorzi, furono introdotti vari genitori single, anche se mai si trattava di conseguenze di divorzi, tema fortemente censurato. Solo dagli anni settanta, quando ormai documentari e reality avevano già iniziato a trattare approfonditamente i disagi sociali più comuni, dalle tipiche difficoltà economiche della famiglia media alla gestione dell'omosessualità, anche le fiction televisive iniziarono a non affidarsi solo agli stereotipi passati. Iniziarono quindi presto a diffondersi donne autonome e lavoratrici, famiglie afroamericane, genitori divorziati e persino l'aborto non era più un tabù; in questo periodo trovano successo Arcibaldo, Maude e I Jefferson. Negli anni ottanta le soap opera da prima serata Dallas e Dynasty evidenziavano gli aspetti più cupi di famiglie fortemente disfunzionali, affrontando temi come l'infedeltà matrimoniale, l'incesto, lo stupro e l'alcolismo; nel 1984 The Burning Bed fu uno dei primi film TV a trattare un caso di violenza domestica, mentre sit-com come Sposati... con figli fanno il verso alle vecchie commedie degli anni cinquanta. Negli anni a seguire la produzione televisiva statunitense e internazionale esplora ancora di più le diversità sociali, etniche, culturali e l'evoluzione dei modelli di famiglia, ma continuano a non mancare prodotti che spingono i più idealistici valori tradizionali legati alla famiglia. Tra gli esempi più moderni Settimo cielo, Brothers & Sisters - Segreti di famiglia, Shameless, Una grande famiglia, Parenthood, This Is Us, Here and Now - Una famiglia americana, Modern Family.

#### Fiction fantasy e di fantascienza
Il fantasy e la fantascienza sono generi affini che nei paesi anglosassoni vengono a volte considerati parte di un macro-genere chiamato speculative fiction (fiction speculativa). Il genere fantasy, caratterizzato da contesti o elementi completamente estranei alla comune realtà, dà spazio a oggetti, creature o manifestazioni mitologiche, magiche o soprannaturali. La fantascienza racchiude opere fantastiche con fondamenti scientifici; spesso ambientate nel futuro, rappresentano ipotetiche tecnologie molto avanzate o creature la cui esistenza è almeno teoricamente possibile (inclusi mostri nati da mutazioni genetiche o alieni). È possibile che un'opera ricada in entrambe le categorie: spesso è il caso delle fiction supereroistiche. In inglese a volte si parla di science fantasy per evidenziare questa commistione. In una science fantasy magia e (fanta)scienza convivono, possono esservi delle tecnologie talmente avanzate da rasentare la magia o personaggi con poteri tanto sbalorditivi da sembrare magici.
Si può individuare una moltitudine di sottogeneri e filoni sia per il fantasy sia per la fantascienza.
Agli inizi, tra gli anni '40 e i primi anni '50, le science fiction erano in linea di massima produzioni a basso costo rivolte ai bambini, spesso legate al western (Buck Rogers, Captain Video and His Video Rangers, Flash Gordon e Space Patrol). Tra i programmi destinati agli adulti figurano Lights Out, Out There e Tales of Tomorrow, che, oltre a presentare storie originali, adattavano anche racconti di autori come Jules Verne, H. G. Wells e Ray Bradbury. Più tardi diverse fiction iniziarono a celebrare l'avanzamento della tecnologia spaziale, ma anche a veicolare, attraverso metafore ed allegorie, le tensioni e le paure della guerra fredda; negli anni 1960 emergono su tutte Ai confini della realtà e The Outer Limits. La maggior parte delle fiction fantascientifiche rimanevano però storie avventuristiche per ragazzi, come Viaggio in fondo al mare, Lost in Space, Time Tunnel e La terra dei giganti, anche se elementi fantasy o di fantascienza iniziavano a diffondersi anche in fiction di altri generi, tra le quali I pronipoti, Il mio amico marziano, Strega per amore, e, tra le serie televisive di spionaggio ideate sull'onda del successo dei film di James Bond, Il prigioniero. Nel 1963 nacque la longeva Doctor Who e nel 1966 Star Trek, la fiction di fantascienza più popolare in assoluto, che coniuga storie di azione e avventura con varie tematiche sociali, affrontando, tra gli altri, temi come il razzismo, la guerra, il sessismo.
Tra la fine degli anni '60 e gli anni '70 tra le tipiche trame di fantascienza, in cui fino ad allora predominava l'interesse per l'esplorazione spaziale, si diffondono anche storie di alieni e cospirazioni (Gli invasori, UFO e Project UFO). Negli anni '70, durante una fase di declino del genere, si affermano serie come L'uomo da sei milioni di dollari, La donna bionica, Blake's Seven e, in un tentativo di rivolgersi al pubblico della saga di Star Wars, Battlestar Galactica e Capitan Rogers nel 25º secolo, con grande attenzione agli effetti speciali, mai così complessi e costosi in campo televisivo. Negli anni '80 debuttano V - Visitors, uno dei rari esempi televisivi di cyberbunk Max Headroom, la fantasy romantica La bella e la bestia, Quantum Leap e Star Trek: The Next Generation.
Negli anni '90 il franchise di Star Trek si espande con Star Trek: Deep Space Nine e Star Trek: Voyager, mentre tra le nuove serie di fantascienza spiccano Babylon 5, Space Precinct, l'iconica e longeva X-Files, Farscape e Stargate SG-1, che alimenta un suo franchise. Parallelamente nascono anche le serie fantasy Highlander, Hercules, Buffy l'ammazzavampiri e Streghe.
Negli anni 2000 debuttano Andromeda, Fringe, Roswell, Smallville, Heroes, la pluri-premiata Lost e, nel filone fantasy del soprannaturale, Ghost Whisperer - Presenze, True Blood, The Vampire Diaries e la longeva Supernatural. Negli anni 2010 il genere fantastico conosce nuove punte di qualità e popolarità grazie a prodotti di successo come The Walking Dead, Teen Wolf, American Horror Story e soprattutto Il Trono di Spade. Contemporaneamente cresce notevolmente, come al cinema, anche il filone supereroistico, con serie come Arrow, The Flash, Misfits, Agents of S.H.I.E.L.D., Daredevil, Supergirl e Legion.

#### Fiction gialle
La trama delle fiction gialle si basa normalmente sulla commissione di un crimine o sulle sue immediate conseguenze.
Include diversi sottogeneri, il più popolare dei quali è il poliziesco, in particolare nella forma del police procedural. Nelle fiction poliziesche, che tradizionalmente aspirano ad essere le più realistiche, protagoniste sono le indagini condotte dalla polizia a seguito di uno o più delitti. Tra le prime serie televisive con protagonisti detective figurano Stand By for Crime e Chicagoland Mystery Players, ma la prima a registrare un certo successo e a influenzare le serie successive fu Dragnet, andata in onda a partire dal 1951. Negli anni '60 Ironside fu tra le prime a incorporare visioni più liberali che non approvavano lo status quo e a dare spazio a donne, giovani e afroamericani. Nei decenni a seguire il genere divenne sempre più prolifico, evolvendosi e sperimentando forme nuove. Negli anni '70 serie come McCloud, Columbo e Kojak videro detective "allergici" alle procedure investigative standard, ritenute poco efficaci; in altre, come Toma, i protagonisti poliziotti infrangevano regolarmente le regole. Negli anni '80 tra le più innovative spiccano Hill Street Blues, che introduce un'impronta documentaristica, uno stile narrativo più frammentato e personaggi dalla morale ambigua, New York New York (Cagney & Lacey), che dà molto spazio a tematiche femministe, e Miami Vice, che, oltre a personaggi dalla morale ambigua, incorpora uno stile visivo derivato dal noir, con alti contrasti, luci non bilanciate e angoli di ripresa estremamente alti o bassi, mischiato con segmenti musicali elusivi e allusivi. Negli anni '90 si fanno notare Law & Order, con episodi divisi tra una prima parte, dedicata alle indagini, e una seconda, in cui trovano spazio i relativi sviluppi giudiziari, e Homicide, con una struttura narrativa poco convenzionale segnata da salti nella narrazione e bruschi cambi di inquadratura. Dagli anni 2000 si mette in risalto il lato tecnico-scientifico delle indagini; diventano popolari le serie come CSI, R.I.S. - Delitti imperfetti, NCIS, Bones e The Mentalist.
Sono sottogeneri anche il classico giallo deduttivo, in cui la trama ruota attorno alla risoluzione di un enigma dai contorni misteriosi; il thriller, con una marcata componente di intrigo, avventura e specialmente suspense, in cui a volte il punto di vista narrativo è diviso tra quello dei personaggi "buoni" e quello dei "cattivi"; il gangster, in cui prevale il punto di vista dei criminali; il giudiziario, incentrato su vicende legali, in inglese chiamato anche courtroom drama quando il tribunale è la location principale; le fiction di spionaggio e le opere noir.

#### Fiction mediche
Le fiction mediche sono quelle che narrano storie a sfondo medico o comunque ambientate in contesti medici. Quando sono ambientate principalmente in un ospedale, circostanza frequente, sono dette anche ospedaliere. Il dottor Kildare, andata in onda tra il 1961 e il 1966, è considerata una delle prime serie televisive mediche di successo. Tra i più noti esempi di fiction mediche: E.R. - Medici in prima linea, Dr. House - Medical Division, Grey's Anatomy, Doc - Nelle tue mani, Private Practice, Scrubs - Medici ai primi ferri, Nip/Tuck.

#### Fiction musicali
La fiction musicale è un genere di programmi in cui predomina la musica; può trattarsi di musical veri e propri, di fiction in cui performance musicali hanno un ruolo centrale nell'universo narrativo, o che si svolgono in contesti musicali professionali. Gli esempi più noti sono Glee e Tutti pazzi per amore, entrambe serie in cui protagonisti si esibiscono in performance canore in ogni episodio.

#### Fiction religiose
La fiction religiosa identifica programmi in cui predominano linee narrative a sfondo religioso; può trattarsi di fiction che affrontano tematiche religiose o con protagonisti membri del clero, basate su eventi narrati in testi sacri (dette anche bibliche quando tratte dalla Bibbia) o sull'agiografia di importanti personalità religiose.
Il genere è tra i meno diffusi. Solitamente gli aspetti religiosi nelle fiction sono limitati alla celebrazione di eventi come matrimoni, battesimi o funerali, e, quando entrano più marcatamente nel genere religioso personaggi e tematiche sono presentate nel modo più generico e convenzionale possibile, sia per evitare controversie sia per abbracciare un pubblico più ampio. Tra le non molte serie televisive a sfondo religioso degli anni settanta e ottanta figurano I ragazzi di padre Murphy, in cui il protagonista si finge un prete; Sarge, con George Kennedy nei panni di un ex detective diventato prete, Le inchieste di Padre Dowling in cui prete diventa un investigatore improvvisato, e Autostop per il cielo, in cui un angelo aiuta persone comuni che affrontano momenti difficili.
Negli anni novanta tematiche a sfondo religioso sono un po' più popolari, venendo incluse tra le altre in serie come La famiglia Brock, Un medico tra gli orsi e Christy; nel 1994 nasce inoltre la popolare e longeva Il tocco di un angelo.
Più frequenti sono film e miniserie incentrate su storie bibliche: i titoli più significativi in questo ambito sono The Story of Jacob and Joseph (1974), Gesù di Nazareth (1977), Nel silenzio della notte (1978), The Day Christ Died (1980), Masada (1981), Samson and Delilah (1984), Abramo (1993) e Mosè (1995).

## Glossario tecnico
Si riportano di seguito alcuni termini tecnici ricorrenti nell'universo della fiction televisiva.
- Arena: complesso delle ambientazioni, anche concettuali, in cui si svolge la serie, definendo i limiti entro cui si "spingono" i soggetti dei diversi episodi.
- Backstory: indica la storia pregressa dei protagonisti rispetto alle vicende narrate.
- Bibbia (bible in inglese): documento preparato durante la pre-produzione dell'opera che raccoglie i profili dei personaggi, le descrizioni dei set e le principali linee narrative che dovrà seguire l'opera.
- Caso di puntata (o plot episodico): il caso (ad esempio medico o poliziesco) affrontato in un singolo episodio, termine usato per distinguerlo dall'eventuale trama orizzontale.
- Cliffhanger: un colpo di scena o un punto culminante ad alta intensità emotiva utilizzato come espediente della narrazione per mantenere alto l'interesse dello spettatore dopo la fine di un episodio o una puntata (in attesa della trasmissione del nuovo) o all'interno di un episodio (o puntata) prima di una prevista pausa pubblicitaria.
- Collection: raccolta di fiction, generalmente film TV, con uno o più elementi essenziali in comune e quindi distribuiti come parte di uno stesso "ciclo" o una stessa serie; può trattarsi anche di opere realizzate autonomamente e distribuite insieme in un secondo momento.
- Concept: storia base, progettuale, dell'opera, generalmente successiva alla produzione/acquisizione del soggetto.
- Crossover: episodio in cui compaiono uno o più personaggi di una o più altre serie, con una trama che si può sviluppare in più episodi di tutte o parte le fiction coinvolte.
- Docu-drama (o docu-fiction): documentario che sfrutta tecniche proprie della fiction, con ricostruzioni interpretate da attori. Affine è il termine faction, incontro tra fact e fiction, usato talvolta per indicare opere che mischiano finzione e realtà.
- Episodio: frammento narrativo di una serie televisiva caratterizzato da una trama auto-conclusiva, a volte affiancata da una trama che prosegue in episodi successivi.
- Episodio pilota (anche chiamato semplicemente pilota o pilot): è il primo episodio di una serie o di un serial (in tal caso chiamato puntata pilota), di grande importanza per presentare i personaggi e impostare tonalità e stile che la fiction manterrà anche nei segmenti successivi.
- Episodio stand-alone: episodio scollegato dalla trama orizzontale degli episodi, come può essere uno speciale in occasione di una certa ricorrenza (es. natalizio).
- Fandom: comunità di persone unita dall'interesse e la passione in comune verso un oggetto o un fenomeno, in tal ambito una specifica fiction oppure un genere di fiction.
- Falso documentario (o mockumentary): fiction che utilizza il linguaggio documentaristico pur narrando eventi di fantasia.
- Fiction kolossal: termine usato per indicare opere realizzate con un grande impiego di risorse materiali e finanziarie. Spesso si tratta di coproduzioni internazionali.
- Fiction-mania: termine usato per sottolineare una tendenza o una passione superiore alla media verso le fiction.
- Film pilota: film televisivo con una trama prevalentemente auto-conclusiva realizzato come potenziale primo episodio di una serie televisiva o primo elemento di una serie di film.
- Midseason replacement: programma televisivo destinato ad essere distribuito nella seconda parte della stagione televisiva di un'emittente.
- Minifiction (o microfiction, o fiction interstiziale): fiction composta da episodi di pochi minuti (fino a dodici), come nel caso delle webserie.
- Miniserie TV: fiction che narra una storia unica come fosse un film ma frammentata nell'arco di più puntate come un serial; le puntate sono in numero limitato (generalmente da due fino a una decina o poco più).
- Originale: aggettivo usato per identificare una fiction basata su una storia originale, cioè non derivata da un'altra opera.
- Pitch: presentazione, generalmente orale, di un progetto per una nuova fiction ai dirigenti di un'emittente.
- Prime time serial (o prime time soap, o supersoap): per identificare un serial, tipicamente una soap opera, trasmessa in prima serata, adottando la programmazione di una serie televisiva; generalmente le soap opera sono infatti prodotti pensati per il day-time.
- Puntata: frammento narrativo dei serial e delle miniserie caratterizzato da una trama aperta destinata a proseguire nelle puntate successive (fino all'ultima della fiction).
- Personaggio regolare o fisso (regular in inglese): aggettivo riferito a un personaggio o a un attore che ricorre nella maggior parte o in tutti gli episodi (o puntate) di una fiction almeno per un certo periodo di tempo, solitamente almeno una stagione. Si distingue dai personaggi e membri del cast ricorrenti (recurring in inglese) e dalle guest star, che compaiono solo in una parte degli episodi o comunque per un periodo di tempo e/o con importanza minore.
- Serie antologica (anthology in inglese): serie con episodi (o stagioni) che presentano personaggi e ambienti diversi, completamente autonomi.
- Serie di culto (o cult serial): come per i film di culto, è una fiction che ha generato un largo seguito (fandom).
- Serie serializzata (anche detta serie seriale, serie a incastro, serial drama o serialized drama in inglese): serie televisiva che presenta elementi dei serial, e in particolare una marcata trama orizzontale sviluppata su più episodi o stagioni; si differenzia dalla serie episodica (o serie episodica classica) che invece presenta quasi esclusivamente trame verticali.
- Shortcom (o striscia): sitcom con segmenti narrativi di breve durata, realizzate in poco tempo e dette anche instant comedy.
- Spin-off: opera derivata da un'altra opera pre-esistente.
- Story editor: figura professionale che revisiona le sceneggiature prodotte.
- Stagione: insieme di puntate o episodi di una fiction distribuite in un delimitato periodo temporale.
- Story line: sinonimo di linea narrativa.
- Syndication: praticamente che si riferisce della cessione dei diritti di ri-trasmissione di un programma televisivo ad altre emittenti rispetto all'emittente originale o direttamente alla vendita dei diritti per la prima trasmissione a una rete di emittenti locali invece di una singola nazionale.
- Teaser: sorta di prologo dell'episodio con scene accattivanti tipicamente inserito prima della sigla di una serie televisiva. Teaser è anche il nome di brevi filmati promozionali assimilabili ai trailer.
- Teleromanzo: nei primi decenni della televisione indicava uno sceneggiato adattato da un romanzo, quindi non originale.
- Trama orizzontale (continuing story, running plot o continuity in inglese): trama che si sviluppa nell'arco di più episodi o stagioni.
- Trama verticale (anthology plot in inglese): trama che si sviluppa e conclude all'interno di un singolo episodio.
- Unità di programmazione (broadcasting unit in inglese): indica il segmento di cui si compone la fiction, corrisponde all'episodio, alla puntata o all'intero film in caso di opere non seriali.
- Upfront: presentazione dei nuovi palinsesti di un'emittente televisiva.
- Walk-and-talk: tecnica di riprese usata per riprendere due o più personaggi in movimento ma allo stesso tempo impegnati in un fitto dialogo.
- Webserie: fiction concepita specificatamente per la fruizione via internet, generalmente una minifiction.